# Pendas Fields
Pendas Fields è un complesso urbano a Leeds, West Yorkshire. È vicino a Cross Gates, Manston e Swarcliffe. Il Cock Beck scorre poco lontano.
Pendas Fields e Barnbow Wood potrebbe essere stato il sito della battaglia di Winwaed (655). Pertanto il nome "Pendas fields" verrebbe dal re di Mercia, Penda, morto proprio in questa battaglia.
Pendas Field ha un proprio centro sportivo e una scuola la John Smeaton Community High School.